# Ludek Holub
Ludek Holub, född 10 juni 1928 i Tjeckoslovakien, död 28 december 2012 i Malmö, var en tjeckisk-svensk grafiker, målare och illustratör.
Holub studerade vid Institut för teckning och målning i Prag 1948–1952 och vid Konstakademien i Warszawa 1954–1958. Han var sedan 1968 bosatt i Sverige. Hans konst består av ett expressivt måleri på gränsen till surrealism och monotypier. Holub är representerad vid Polens kulturministerium, Uppsala kommun, Malmö museum, Tel-Aviv och Zürich.